# Krsovští z Krsovic
Krsovští z Krsovic byli staročeská vladycká rodina, rozdílná od rodu Kralických z Krsovic (Kraličtí měli v erbu kohouta).
Jejich předek Petr dostal od krále Vladislava roku 1482 erb. Byl roku 1508 purkrabím na Brandýse. Ten prý měl syna Jana a ten zase Jana a Jan Jindřicha, který seděl roku 1589 ve Ctiněvsi. Jeho synem byl Jindřich Maxmilián, který byl posledním tohoto rodu. A proto mu císař Ferdinand III. 24. března 1631 dovolil, aby přijal k erbu a heslu Jana Taubmana, který měl za manželku příbuznou Jindřicha Maxmiliána Elišku Jitku, (která zemřela roku 1702 v Třebíči). Jejich syn Jan František († 1712), byl hejtmanem třebíčského panství a měl dva syny, z nichž František Antonín († 1772) byl farářem na Potěhách a Leopold kancelářským úředníkem nejnižšího stupně při panském úřadu v Ronově nad Dyjí. František Antonín měl několik synů, z nichž tři byli duchovní a ostatní byli právníci. Jeden z nich Jan Pavel, byl v Čáslavi soudním obhájcem a později královským rychtářem. Jeho syn Leopold byl na počátku 19. století zemským advokátem. Rudolf Krsovský byl kocem 19. století ředitelem Grand-Hotelu v Praze.

## Erb
Červený štít a na něm modré palečné kolo, klenot – bílý tatarský klobouk s červeným lemem.